# Петренки (селище)
Петре́нки — селище в Україні, у Амвросіївській міській громаді Донецького району Донецької області.

## Загальні відомості
Відстань до центру громади становить близько 25 км і проходить автошляхом Т 0509.
Землі селища межують із територією с-ща. Строїтель Кальміуського району Донецької області.
Унаслідок російської військової агресії із серпня 2014 р. Петренки перебувають на території ОРДЛО.

## Населення
За даними перепису 2001 року населення селища становило 89 осіб, із них 56,18 % зазначили рідною мову українську та 42,7 % — російську.